# Gare de Ranguin
La gare de Ranguin est une gare ferroviaire française de la ligne de Cannes-la-Bocca à Grasse, située sur le territoire de la commune de Cannes, dans le département des Alpes-Maritimes, en région Provence-Alpes-Côte d'Azur.
Elle est mise en service vers 1897 par la Compagnie des chemins de fer de Paris à Lyon et à la Méditerranée (PLM) et elle est fermée une première fois, en 1938, par la Société nationale des chemins de fer français (SNCF). Rouverte en 1978, elle est de nouveau fermée en 1995 et rouverte en 2005.
C'est une halte voyageurs de la SNCF desservie par des trains TER Provence-Alpes-Côte d'Azur.

## Situation ferroviaire
Établie à 44 mètres d'altitude, la gare de Ranguin est située au point kilométrique (PK) 5,647 de la ligne de Cannes-la-Bocca à Grasse, entre les gares de La Frayère et de Mouans-Sartoux.

## Histoire
La ligne de Cannes à Grasse, ouverte en 1871, ne dispose que d'un arrêt intermédiaire à Mouans-Sartoux. Avec d'autres, l'arrêt de Ranguin est ouvert vers 1900. 
La « halte de Ranguin » figure dans la nomenclature 1911 des gares, stations et haltes, de la Compagnie des chemins de fer de Paris à Lyon et à la Méditerranée. Elle porte le no 7 de la ligne de Cannes à Grasse, entre la station de La Bocca Voyageurs et la halte de Mougins. Elle ne dispose pas de signaux fixes pour la protection des trains. Elle est ouverte au service complet de la grande vitesse (GV) à l'exclusion des chevaux chargés dans des wagons-écuries s'ouvrant en bout et des voitures à quatre roues, à deux fonds et à deux banquettes dans l'intérieur, omnibus, diligences, etc. Elle est également ouverte au service complet de la petite vitesse, avec les mêmes exclusions.
La halte est fermée, comme la ligne, le 2 octobre 1938.
Rouverte en 1978, elle est de nouveau fermée en 1995 et rouvre en 2005 après la reconstruction et l'électrification de la ligne.

## Fréquentation
De 2015 à 2023, selon les estimations de la SNCF, la fréquentation annuelle de la gare s'élève aux nombres indiqués dans le tableau ci-dessous.
| Année     | 2015   | 2016   | 2017   | 2018   | 2019   | 2020   | 2021   | 2022   | 2023   |
| --------- | ------ | ------ | ------ | ------ | ------ | ------ | ------ | ------ | ------ |
| Voyageurs | 62 154 | 60 102 | 22 586 | 58 424 | 76 307 | 48 598 | 73 148 | 81 312 | 92 454 |

## Service des voyageurs

### Accueil
Halte SNCF, c'est un point d'arrêt non géré (PANG) à entrée libre. Elle est notamment équipée d'automates pour l'achat de titres de transport.

### Desserte
Ranguin est desservie par des trains TER Provence-Alpes-Côte d'Azur qui effectuent des missions entre les gares de Grasse et de Vintimille via Cannes.

### Intermodalité
Un parking pour les véhicules est disponible.